# Kościół Najświętszej Maryi Panny Królowej Apostołów w Ołtarzewie
Kościół Najświętszej Maryi Panny Królowej Apostołów w Ołtarzewie – rzymskokatolicki kościół parafialny należący do parafii Królowej Apostołów w Ołtarzewie (dekanat lasecki archidiecezji warszawskiej). Znajduje się na Osiedlu Ołtarzew, w granicach miasta Ożarów Mazowiecki.
Jest to równocześnie kościół seminaryjny Wyższego Seminarium Duchownego Księży Pallotynów. Znajduje się w głównym budynku seminarium. Jego budowa została rozpoczęta w 1939 roku. Budowla została zaprojektowana przez Alfonsa Wędrychowskiego. Według planów architekta pod świątynią miała znajdować się sala teatralna. Pomimo działań wojennych budowa kościoła została zakończona w 1948 roku. W dniu 2 maja 1948 roku biskup Wacław Majewski poświęcił świątynię, natomiast we wrześniu tego samego roku przybyli alumni i rozpoczęła się normalna działalność w seminarium, która trwa nieprzerwanie do dziś. W dniu 16 maja 1953 roku prymas Polski Stefan Wyszyński konsekrował świątynię. W Wielki Czwartek 1978 roku zostało oddane do użytku prezbiterium przebudowane i przystosowane do zreformowanej po Soborze Watykańskim II liturgii. W dniu 15 października 2000 roku kardynał Józef Glemp, prymas Polski, poświęcił w świątyni ołtarz dedykowany 108 męczennikom II wojny światowej z wyeksponowaną postacią błogosławionego pallotyna księdza Józefa Jankowskiego – męczennika Auschwitz-Birkenau. Od 15 marca 1988 roku przy kościele mieści się parafia pod wezwaniem Królowej Apostołów.